# Nawab

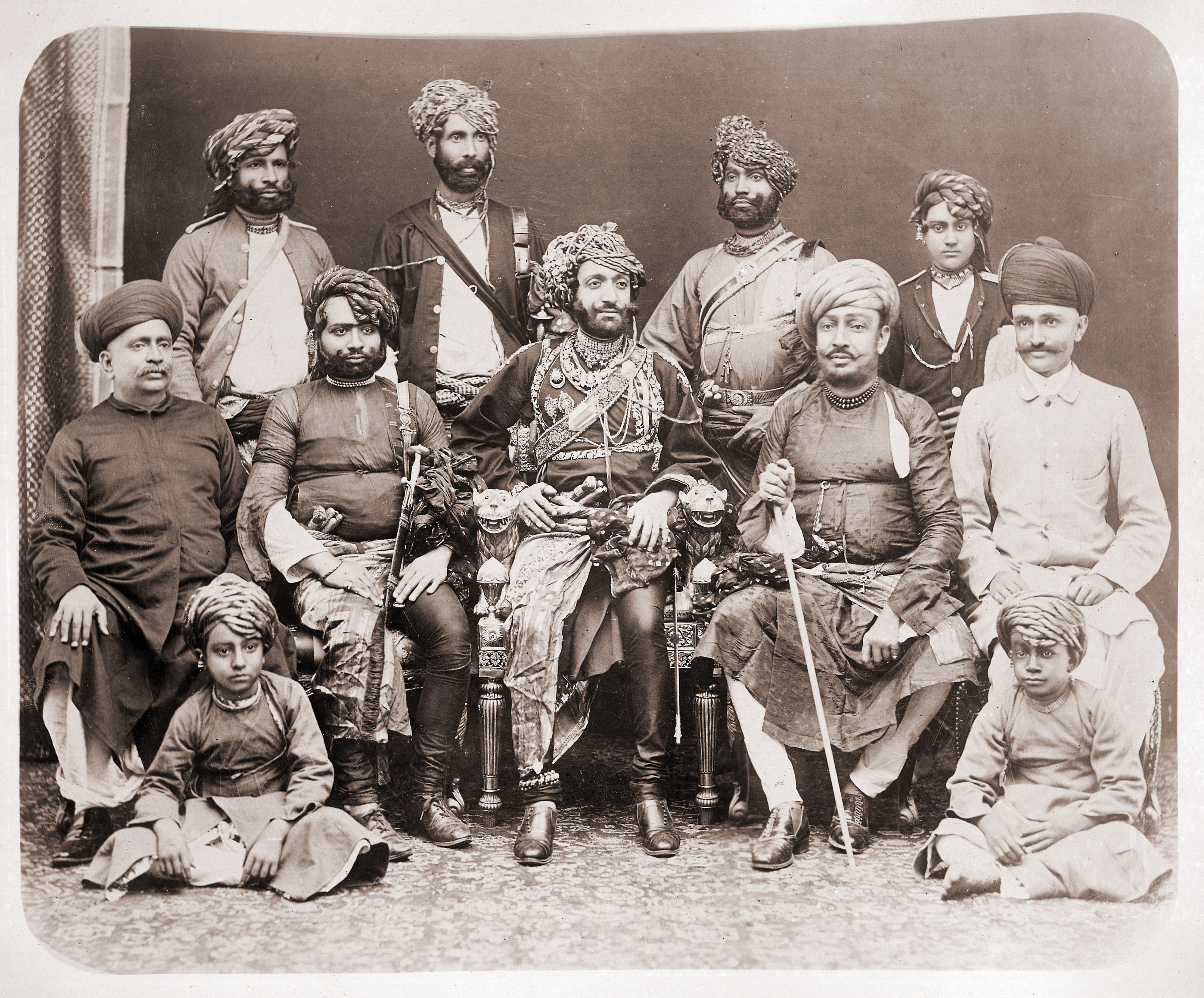
Bahadur Khanji III. (Bildmitte), der Nawab von Junagadh (um 1880)

Nawab (Urdu نواب; Hindi नवाब, Navāb; bengalisch নবাব, Nabāb; abgeleitet vom arabischen Wort Nāʾib (نائب / ‚Stellvertreter, Statthalter‘); ins Deutsche im übertragenen Sinn als Nabob eingegangen) ist ein historischer Herrschertitel auf dem Indischen Subkontinent (besonders auf dem Gebiet des heutigen Indien, Pakistan und Bangladesch).
Im Mogulreich bezeichnete das Wort ursprünglich einen Abgesandten des Kaisers oder einen Vizekönig; später erhielt der Titel die Bedeutung „Provinzgouverneur“. In der Zeit des Niedergangs des Mogulreiches in der ersten Hälfte des 18. Jahrhunderts konnten viele Provinzgouverneure eigene erbliche Fürstendynastien gründen, behielten aber den Titel „Nawab“ und regierten der Form nach weiterhin im Namen des Mogulkaisers, um nicht die Legitimität ihrer Herrschaft herauszufordern. Daraufhin wurde „Nawab“ zum typischen Titel eines muslimischen Herrschers auf dem Subkontinent. Allerdings gab es auch andere Titel muslimischer Provinzfürsten wie vor allem der des Nizams von Hyderabad. Nicht-moslemische Fürsten waren als Radschas, Raos oder Maharadschas betitelt.
Zur Zeit der Absetzung des letzten Moguls und der Etablierung des britischen Kaiserreichs Indien nach dem großen Aufstand von 1857 trugen die Herrscher folgender Territorien diesen Titel: Avadh (1856 abgesetzt), Bahawalpur (heute Pakistan), Baoni, Banganapalle, Basoda, Bhopal, Cambay, Isa Khel (heute Pakistan), Jaora, Junagadh, Kalabagh (heute Pakistan), Kharan (heute Pakistan), Kurnool, Kurwai, Makran (heute Pakistan), Malerkotla, Manavadar, Muhammadgarh, Palanpur, Pataudi, Radhanpur, Rampur, Sachin und Tonk. Die Nawabs von Bengalen waren von den Briten schon früher abgesetzt worden.
Die Bezeichnung für die Gemahlin eines Nawabs oder einer anderen Frau von hohem Rang ist Begum.

## Das Wort „Nabob“
Von der ursprünglichen Bedeutung ausgehend hat sich eine metaphorische Zweitbedeutung ergeben: nach dieser ist ein „Nabob“ jemand, der aus dem Fernen Osten nach Europa zurückkehrt, nachdem er es dort zum Teil mit fragwürdigen Methoden zu einem großen Vermögen gebracht hat, oder einfach nur ein Mensch mit großem Reichtum und Einfluss.